# Stavebník
Stavebník je ten, kdo pořizuje stavbu; objednavatel, pán stavby, zákazník.

## Termín
Stavebník je hybatel stavby: stavbu objednává, hradí, je pořizována pro něho a s velkou pravděpodobností ji bude i užívat. Tedy pán stavby, zákazník, klient.
Termín odpovídá německému Bauherr, latinskému Aedifex, francouzskému Le maître d'ouvrage. Chybně se zaměňuje za termíny stavitel, ten je odborným technickým vykonavatelem stavebníkovy zakázky, širší pojem stavbař označuje realizátora.

## Kodifikovaný význam
Stavebník je zároveň pojmem stavebního práva, kde je definován mezi základními pojmy stavebního zákona: § 2 odst. (2) písmeno c) StZ č. 183/2006 Sb. Ve stejném smyslu je důsledně užíváno i v jiných stavebních normách. Ať právních nebo technických. Stavebník je ten, kdo žádá ve správním (stavebním) řízení o povolení stavby dle § 104 – 110 StZ. Ojediněle bývá pojem stavebník mylně zaměňován s pojmenováním stavitel (lidově také „stavbař“) ačkoliv jde o dvě odlišné role. Stavebník pořizuje a platí, stavitel realizuje. Zmatení snad vzniklo v době, kdy se velká část staveb rodinných domků pořizovala svépomocí, a stavebník si stavěl sám pro sebe.
Pojem stavebník je jen částečným a nepravým synonymem se slovem „investor“. Společné mají pouze vklad investice – financí. Zatímco u investora může jít pouze o investiční spekulaci. V případě stavebníka je v pojmu ukryto i hlubší systémové sepětí se stavbou a pravděpodobnost delšího užívání. Investor může působit i v jiných oblastech než ve stavebním procesu. Investor stavby vůbec nemusí být jeho stavebníkem a naopak stavebník může stavět i za cizí peníze, byť o stavbu žádá a bude ji užívat. To přesto, že se v běžném jazyce ojediněle zaměňují.
Odborný, právní i obecný jazyk jsou v užívání pojmu stavebník v naprosté většině užití ve shodě.

## Hlubší význam
Pojmosloví má tedy hlubší jazykový ale i odborný význam ať již ekonomický, organizační, technický nebo dokonce filozofický (etický).
Pokud se odhlédne od právního vymezení, pak pojmu stavebník více odpovídá fyzická osoba. Kdežto pojmu investor spíše osoba právnická. Není to ale nutným pravidlem.